# 瑞当代
瑞當代（發音：[ʃwè dàʊɴ dɛʔ]），旧译瑞東帝，又稱阿奴律陀一世，是緬甸實皆王國君主，1336年至1339年間在位。瑞當代是前任國王德勒帕耶基的兒子。
1327年，蘇雲崩逝，答里必牙即位。一說德勒帕耶基只是攝政，代未滿四歲的前王長子加苏瓦執掌國政，瑞當代的王位繼承權弱於蘇雲的三個兒子。然而瑞當代渴求王位，他於1336年（一說1335年）成功政變並拘禁了父王德勒帕耶基。
瑞當代以阿奴律陀（အနော်ရထာ）及梯利·梯訶都羅（သီရိ သီဟသူရ）之名登基為王，瑞當代一名也被認為是個稱號，意為「金山攀爬者」，「山」意味著王座。紹南（蘇雲的遺孀、答里必牙的王后）與首相南達巴堅合謀將蘇雲的子嗣藏至彬牙王國的敏東，躲避瑞當代的迫害。首相南達巴堅可能是紹南的情人，然而紹南仍須持續賄賂南達巴堅以獲得他的支持。
1339年，瑞當代得知蘇雲子嗣的躲藏地，親自率軍將其帶回了實皆。然而，瑞當代在回宮不久後就死於父王德勒帕耶基策劃的政變。隨後，首相南達巴堅的軍隊擊敗了德勒帕耶基的政變軍，他處死了德勒帕耶基，扶持蘇雲之子加苏瓦登上王位。